# Teenage Time Killers
Teenage Time Killers é um supergrupo de rock formado em fevereiro de 2014 por Mick Murphy, o guitarrista do My Ruin  e o baterista do Corrosion of Conformity,  Reed Mullin. Outros membros incluindo Dave Grohl (antigo baterista do Nirvana e atual cantor do Foo Fighters), Stephen O'Malley (do Sunn O))) e Burning Witch), Corey Taylor (vocalista do Slipknot e fundador do Stone Sour), Nick Oliveri (ex-baixista do Queens of the Stone Age), Jello Biafra (antigo vocalista do Dead Kennedys, atualmente no Guantanamo School Of Medicine), Matt Skiba (vocalista e guitarista do Alkaline Trio) e Randy Blythe (vocalista principal do Lamb of God). O nome da banda é uma referência à música de mesmo nome da banda, Rudimentary Peni. O primeiro álbum deles, chamado, Teenage Time Killers: Greatest Hits Vol. 1, foi gravado no estúdio 606 de Grohl , e lançado no meio de 2015 pela Rise Records, cujo grupo assinou em dezembro de 2014. O álbum contém uma versão do poema de John Cleese "Ode to Hannity," cantado por Biafra. Mullin disse não ter certeza se o grupo sairá em turnê, mas eles estão considerando uma apresentação em algum programa de TV como Jimmy Kimmel Live!, "possivelmente serão três ou quatro cantores de uma vez".

## References
1. 1 2 3 4 5 6  «Is This the Best Supergroup of All Time? Dave Grohl, Corey Taylor, Randy Blythe, Matt Skiba and More Join Forces!». Kerrang! (issue 1551): 7. 17 de janeiro de 2015
2. ↑  «Teenage Time Killer: The Insane Supergroup with Foo Fighters, Slipknot, Black Flag, Lamb of God». News.Radio.com. Consultado em 19 de fevereiro de 2014. Arquivado do original em 25 de fevereiro de 2014
3. ↑  McConnell, Kriston (18 de fevereiro de 2014). «DAVE GROHL, COREY TAYLOR & MORE JOIN TEENAGE TIME KILLER SUPERGROUP». Underthegunreview.net. Consultado em 19 de fevereiro de 2014. Arquivado do original em 19 de fevereiro de 2014
4. ↑  Johng (3 de março de 2014). «Dave Grohl Joins Supergroup Teenage Time Killer». Punknews.org. Consultado em 26 de maio de 2014
5. ↑  Eakin, Marah (18 de fevereiro de 2014). «Dave Grohl, Keith Morris, Jello Biafra, and more have formed a new supergroup». The A.V. Club. Consultado em 19 de fevereiro de 2014
6. ↑  Rovie, Eric (23 de dezembro de 2014). «Dave Grohl's newest supergroup, Teenage Time Killer, to release debut album». The AV Club. Consultado em 26 de dezembro de 2014
7. ↑  Alex101 (18 de dezembro de 2014). «Teenage Time Killer signs with Rise Records». Punknews.org. Consultado em 18 de dezembro de 2014
8. ↑  «Dave Grohl and Slipknot's Corey Taylor contribute to Teenage Time Killers album». NME. 14 de fevereiro de 2014. Consultado em 19 de fevereiro de 2014